# Ruy Blas (Marchetti)
Ruy Blas es una ópera en cuatro actos con música de Filippo Marchetti y libreto en italiano de Carlo d'Ormeville, basado en el drama homónimo de Victor Hugo. Se estrenó en el Teatro de La Scala de Milán el 3 de abril de 1869.
La obra transcurre en Madrid, en parte en el palacio real, en parte en la casa particular de Don Sallustio. La época se sitúa en torno al año 1689. Apareció al final de la temporada y eclipsada por el éxito de la nueva versión de La forza del destino de Giuseppe Verdi dada el 27 de febrero de 1869, Ruy Blas no quedó en cartel más que dos tardes. Tuvo que haber una reposición el año 1873 para conocer un éxito que sobrepasará al de Aida, con veintiuna representaciones.

## Personajes
| Personaje | Tesitura     | Reparto del estreno, 3 de abril de 1869: |
| --- | ------------ | ---------------------------------------- |
| Donna Maria De Neubourg, reina de España                                                                      | soprano      | Ida Benzi                                |
| Don Sallustio De Bazan, marqués de Finlas y primer ministro del rey                                           | barítono     | Giacomo Rota                             |
| Don Pedro de Guevarra, conde de Camporeal y gobernador de Castilla                                            | tenor        | Giacomo Radaelli                         |
| Don Fernando De Cordova, marqués de Priego y superintendente general de las finanzas                          | bajo         | Luigi Alessandrini                       |
| Don Guritano, conde de Onato y gran mayordomo                                                                 | bajo         | Salvatore Cesarò                         |
| Donna Giovanna De La Cueva, duquesa de Albuquerque, primera dama de honor de la reina                         | mezzosoprano | Ester Neri                               |
| Don Manuel Arias, gran escudero                                                                               | bajo         | Vincenzo Paraboschi                      |
| Ruy Blas, criado de don Sallustio                                                                             | tenor        | Mario Tiberini                           |
| Casilda, dama de honor de la reina                                                                            | contralto    | Carmelina Poch                           |
| Un bedel | tenor        | Franco Fumagalli                         |
| Damas de honor de la reina, grandes de España, miembros del consejo privado del rey, guardias, pajes, bedeles |              |                                          |